# العلاقات الألمانية الدومينيكية
العلاقات الألمانية الدومينيكية هي العلاقات الثنائية التي تجمع بين ألمانيا ودومينيكا.

## مقارنة بين البلدين
هذه مقارنة عامة ومرجعية للدولتين:
| وجه المقارنة                                              | ألمانيا                                                                              | دومينيكا              |
| --------------------------------------------------------- | ------------------------------------------------------------------------------------ | --------------------- |
| المساحة (كم2)                                             | 357.41 ألف                                                                           | 751                   |
| عدد السكان (نسمة)                                         | 81.29 مليون                                                                          | 73.92 ألف             |
| الكثافة السكانية (ن./كم²)                                 | 227.44                                                                               | 9.84 ألف              |
| العاصمة                                                   | بون، برلين                                                                           | روسو                  |
| اللغة الرسمية                                             | اللغة الألمانية                                                                      | لغة إنجليزية          |
| العملة                                                    | يورو، مارك ألماني                                                                    | دولار شرق الكاريبي    |
| الناتج المحلي الإجمالي (بليون دولار)                      | 3.68 تريليون                                                                         | 562.54 مليون          |
| الناتج المحلي الإجمالي (تعادل القوة الشرائية) بليون دولار | 3.92 تريليون                                                                         | 789.63 مليون          |
| الناتج المحلي الإجمالي الاسمي للفرد دولار أمريكي          | 41.31 ألف                                                                            | 7.12 ألف              |
| الناتج المحلي الإجمالي للفرد دولار أمريكي                 | 46.40 ألف                                                                            | 10.88 ألف             |
| مؤشر التنمية البشرية                                      | 0.926                                                                                | 0.724                 |
| رمز المكالمات الدولي                                      | +49                                                                                  | +1767                 |
| رمز الإنترنت                                              | .de                                                                                  | .dm                   |
| المنطقة الزمنية                                           | توقيت وسط أوروبا، ت ع م+01:00، ت ع م+02:00، توقيت أوروبا الوسطى المعياري (ت غ م +1) ‏ | 00، توقيت أطلنطي موحد |

## منظمات دولية مشتركة
يشترك البلدان في عضوية مجموعة من المنظمات الدولية، منها:
| علم المنظمة | اسم المنظمة                        | تاريخ انضمام ألمانيا | تاريخ انضمام دومينيكا |
| ----------- | ---------------------------------- | -------------------- | --------------------- |
|             | مؤسسة التمويل الدولية              | 20 يوليو 1956        | 29 سبتمبر 1980        |
|             | بنك التنمية الكاريبي ‏              | ?                    | ?                     |
|             | يونسكو                             | 11 يوليو 1951        | 9 يناير 1979          |
|             | منظمة حظر الأسلحة الكيميائية       | 29 أبريل 1997        | ?                     |
|             | الاتحاد الدولي للاتصالات           | 1866                 | 28 أكتوبر 1996        |
|             | الأمم المتحدة                      | 18 سبتمبر 1973       | 18 ديسمبر 1978        |
|             | منظمة الشرطة الجنائية الدولية      | ?                    | ?                     |
|             | البنك الدولي للإنشاء والتعمير      | 14 أغسطس 1952        | 29 سبتمبر 1980        |
|             | الاتحاد البريدي العالمي            | 1 يوليو 1875         | ?                     |
|             | مؤسسة التنمية الدولية              | 24 سبتمبر 1960       | 29 سبتمبر 1980        |
|             | منظمة التجارة العالمية             | ?                    | ?                     |
|             | وكالة ضمان الاستثمار متعدد الأطراف | 12 أبريل 1988        | 7 أكتوبر 1991         |

## أعلام
هذه قائمة لبعض الشخصيات التي تربطها علاقات بالبلدين:
- أنطونيو باريرا إمبير (3 ديسمبر 1920[34] – 31 مايو 2016[34])
- جوني باتشيكو (25 مارس 1935 – )

## وصلات خارجية
- موقع وزارة الخارجية الألمانية